# Niederwaldkirchen
Niederwaldkirchen è un comune austriaco di 1 793 abitanti nel distretto di Rohrbach, in Alta Austria; ha lo status di comune mercato (Marktgemeinde).